# Belie
『Belie』（ブライ）は、日本の歌手中森明菜のカバー・アルバム。2016年11月30日にユニバーサルJより発売（CD: UPCH-2104、CD+DVD: UPCH-7208）。本頁では、2016年12月21日発売の完全生産限定盤『Belie + Vampire』（ブライ・プラス・ヴァンパイア）（UHQCD+LP: UPCH-7207）、および2017年5月3日に限定盤として単体で発売された『Vampire』（ヴァンパイア）（UHQCD: UPCH-7288）についても扱う。

## 背景と構成
前作『歌姫4 -My Eggs Benedict-』からおよそ1年10カ月振りのリリースで、通算12作目のカバー・アルバム。
「Belie」は米国では ビライ/bɪˈlaɪ/ または ブライ/bəˈlaɪ/ と発音するが、中森は自身のディナーショー2016の公演において「これはブライで行きましょう」と呼称統一の意向を示す発言をし、各報道メディアでも作品名は「ブライ」および「ブライ・プラス・ヴァンパイア」と表記されている。
『Vampire』は12inchアナログLPの形態でのみリリースされ、CDや配信などデジタルフォーマットでの販売は無かったが、リスナーからの要望に応え、かつ中森の歌手デビュー35周年を記念するかたちで、約半年後の2017年5月3日に限定盤UHQCDとして単体発売された。

## 収録曲

### Belie
| #         | タイトル                                                   | 作詞      | 作曲                 | 編曲                                           | 時間  |
| --------- | ---------------------------------------------------------- | --------- | -------------------- | ---------------------------------------------- | ----- |
| 1.        | 「サウダージ」(ポルノグラフィティのカバー曲)               | ハルイチ  | ak.homma             | 名村武・木下航志                               | 4:16  |
| 2.        | 「やさしくなりたい」(斉藤和義のカバー曲)                   | 斉藤和義  | 斉藤和義             | 新屋豊                                         | 4:52  |
| 3.        | 「WHITE BREATH」(T.M.Revolutionのカバー曲)                 | 井上秋緒  | 浅倉大介             | 名村武・木下航志・竹上良成（ブラス・アレンジ） | 4:27  |
| 4.        | 「残酷な天使のテーゼ」(高橋洋子のカバー曲)                 | 及川眠子  | 佐藤英敏             | koshin                                         | 4:03  |
| 5.        | 「限界LOVERS」(SHOW-YAのカバー曲)                          | 安藤芳彦  | 寺田恵子・五十嵐美貴 | 西口明宏                                       | 4:06  |
| 6.        | 「謝肉祭」(山口百恵のカバー曲)                             | 阿木燿子  | 宇崎竜童             | 末松一人                                       | 4:08  |
| 7.        | 「ステキな恋の忘れ方」(薬師丸ひろ子のカバー曲)             | 井上陽水  | 井上陽水             | 新屋豊                                         | 4:48  |
| 8.        | 「もうひとつの土曜日」(浜田省吾のカバー曲)                 | 浜田省吾  | 浜田省吾             | 鳥山雄司                                       | 5:19  |
| 9.        | 「One more time, One more chance」(山崎まさよしのカバー曲) | 山崎将義  | 山崎将義             | 佐々木望・竹上良成（ブラス・アレンジ）         | 5:33  |
| 10.       | 「たしかなこと」(小田和正のカバー曲)                       | 小田和正  | 小田和正             | 宮澤宅                                         | 5:27  |
| 合計時間: | 合計時間:                                                  | 合計時間: | 合計時間:            | 合計時間:                                      | 46:59 |

| #  | タイトル           | 作詞 | 作曲・編曲 |
| -- | ------------------ | ---- | ---------- |
| 1. | 「Belie 歌唱映像」 |      |            |

### Vampire
| #         | タイトル                                                  | 作詞       | 作曲           | 編曲                                   | 時間  |
| --------- | --------------------------------------------------------- | ---------- | -------------- | -------------------------------------- | ----- |
| 1.        | 「どうにもとまらない」(山本リンダのカバー曲)              | 阿久悠     | 都倉俊一       | 宗本康兵・中山浩佑（ブラス・アレンジ） | 3:00  |
| 2.        | 「あゝ無情」(アン・ルイスのカバー曲)                      | 湯川れい子 | NOBODY         | 佐々木望                               | 4:21  |
| 3.        | 「宿無し」(世良公則&ツイストのカバー曲)                   | 世良公則   | 世良公則       | 宗本康兵                               | 3:52  |
| 4.        | 「セクシャルバイオレットNo.1」(桑名正博のカバー曲)        | 松本隆     | 筒美京平       | 宗本康兵                               | 4:43  |
| 5.        | 「ダンシング・オールナイト」(もんた&ブラザーズのカバー曲) | 水谷啓二   | もんたよしのり | 宗本康兵・中山浩佑（ブラス・アレンジ） | 4:09  |
| 6.        | 「気絶するほど悩ましい」(Charのカバー曲)                  | 阿久悠     | 梅垣達志       | 宗本康兵                               | 3:18  |
| 合計時間: | 合計時間:                                                 | 合計時間:  | 合計時間:      | 合計時間:                              | 23:26 |

## クレジット
『Belie + Vampire』のライナー・ノーツより
ミュージシャン
『Belie』
| - 桃井裕範：ドラムス (M-1、3、5、6) - 中林薫平：ウッド・ベース (M-1、5) - 末松一人：ギター (M-1、3、6) - 木下航志：ピアノ (M-1、3、5、6) - 新屋豊：プログラミング (M-2、7) - 名村武：ベース (M-3、6) - 竹上良成：サックス (M-3、8、9) - koshin：プログラミング & ギター (M-4) | - 西口明宏：サックス (M-5) - 佐瀬悠輔：トランペット (M-5) - 鳥山雄司：プログラミング & ギター (M-8) - 佐々木史郎：トランペット (M-8) - 佐々木望 (Soulife)：プログラミング & ギター (M-9) - 宮澤宅：プログラミング、ギター & ベース (M-10) - 木下航志：ピアノ (M-10) |

『Vampire』
| - 宗本康兵：ピアノ (M-1、3、5) - 玉田豊夢：ドラムス (M-1、3) - 根岸考旨：ベース (M-1、3) - 西川進：ギター (M-1、3) - 藤井玉緒：パーカッション (M-1) - 佐々木望 (Soulife)：プログラミング & ギター (M-2) | - 森田"Johnny"貴裕：プログラミング (M-4、6) - 遠山哲朗：ギター (M-4、6) - 小田原豊：ドラムス (M-5) - 種子田健：ベース (M-5) - 真壁陽平：ギター (M-5) |

スタッフ
| - レコーディング & ミキシング・エンジニア：Rick Anderson - マスタリング・エンジニア：Shigeki Fujino (UNIVERSAL MUSIC LLC) - DVD Editing：Taku Tanaka - アート・ディレクション：Yoshihiko Shimura (UNIR DESIGN WORKS) - デザイン：Hiroki Harada (UNIR DESIGN WORKS) - フォトグラファー：Michael Freeman - クリエイティブ・マネージャー：Eiji Shimura (TERRACE) - アートワーク・コーディネーション: ：Takao Shimizu (UNIVERSAL MUSIC LLC) | - Faithway：Yumiko Kawabata - A&R：Max Seaman - アーティスト・プロモーション：Kazumasa Takase、Nahoko Matsubayashi、Shigeko Gojo（UNIVERSAL J） - セールス・プロモーション：Naoko Iwasaki（UNIVERSAL MUSIC LLC） - Label Head：Junichi Mori (UNIVERSAL MUSIC LLC) - エグゼクティヴ・プロデューサーズ：Naoshi Fujikura (UNIVERSAL MUSIC LLC)、Masahiro Kazumoto (UNIVERSAL J) - エグゼクティヴ・プロデューサー & ディレクター：Don Flamingo |

## リリース履歴
| 発売日         | レーベル                 | 規格     | 品番      | 備考                                      |
| -------------- | ------------------------ | -------- | --------- | ----------------------------------------- |
| 2016年11月30日 | ユニバーサルJ            | CD       | UPCH-2104 | 『Belie』通常盤                           |
| 2016年11月30日 | ユニバーサルJ            | CD+DVD   | UPCH-7208 | 『Belie』初回限定盤                       |
| 2016年12月21日 | ユニバーサルJ            | UHQCD+LP | UPCH-7207 | 『Belie+Vampire』                         |
| 2017年5月3日   | ユニバーサルJ            | UHQCD    | UPCH-7288 | 『Vampire』                               |
| 2023年6月28日  | ユニバーサルJ            | CD       | UPCY-7877 | 『Belie』通常盤（スペシャルプライス再発） |
| 2023年6月28日  | ユニバーサルJ            | CD       | UPCY-7878 | 『Vampire』（スペシャルプライス再発）     |
| 2024年2月21日  | ユニバーサルミュージック | LP       | UPJY-9383 | 『Belie』初アナログLP化                   |
| 2024年2月21日  | ユニバーサルミュージック | LP       | UPJY-9384 | 『Vampire』UHQCD('17年)仕様のLP化         |